# Tun (calendarul mayaș)
Tun în calendarul mayaș are 18 cicluri winal adică 360 zile.